# Јован Ковачевић
Јован Ковачевић (Врбас, 14. септембар 1970) бивши је српски рукометаш. 

## Спортска биографија
Рукометну каријеру је почео у родном Врбасу из ког је почетком деведесетих прешао у београдски Партизан. Са црно-белима је освојио две титуле првака државе и Куп Југославије. У Шпанији је играо за Елгоријага Бидасоу и Кангас, а каријеру је завршио у немачком Хамелну.
Са репрезентацијом СР Југославије је освојио бронзану медаљу на Европском првенству у Шпанији 1996. године.